# Pilppa kanal
Pilppa kanal (fi. Pilpan kanava) är en kanal på Heinävesistråten i Heinävesi kommun i Södra Savolax. Kanalen är 250 meter lång, har en sluss och en höjdskillnad på 0,40–0,95 meter. Tillsammans med Kerma och Vihovuonne kanaler förbinder Pilppa kanal sjön Kermajärvi med fjärden Haukivesi i sjön Saimen. Kanalen byggdes 1903–1904.